# Пољевској
Пољевској (рус. Полевской) град је у Русији у Свердловској области. Према попису становништва из 2023. у граду је живело 54.364 становника.

## Становништво
Према прелиминарним подацима са пописа, у граду је 2010. живело 64.191 становника, 2.570 (3,85%) мање него 2002.
| 1939.  | 1959.  | 1970.  | 1979.  | 1989.  | 2002.  | 2010.  |
| ------ | ------ | ------ | ------ | ------ | ------ | ------ |
| 24.931 | 47.102 | 57.557 | 64.078 | 70.632 | 66.761 | 64.220 |